# ألفرد سالونين
ألفرد سالونين (بالفنلندية: Alfred Salonen)‏ هو مصارع هاوي فنلندي، ولد في 9 مارس 1884 في هينولا في فنلندا، وتوفي في 11 يناير 1938.

## وصلات خارجية
- ألفرد سالونين على موقع قاعدة بيانات المصارعة الدولية (الإنجليزية)
- ألفرد سالونين على موقع اللجنة الأولمبية الدولية (الإنجليزية)
- ألفرد سالونين على موقع أوليمبيديا (الإنجليزية)